# Spilarctia tigrina
Spilarctia tigrina là một loài bướm đêm thuộc phân họ Arctiinae, họ Erebidae.